# Slowakische Badminton-Mannschaftsmeisterschaft 2023
Die Slowakische Badminton-Mannschaftsmeisterschaft 2023 war die 29. Auflage der Teamtitelkämpfe in der Slowakei. Meister wurde VAG Košice.

## Endstand
| Platz | Team                 | Spiele | G  | U | V | Spielpunkte | Punkte |
| ----- | -------------------- | ------ | -- | - | - | ----------- | ------ |
| 1.    | VAG Košice           | 10     | 10 | 0 | 0 | 68:12       | 20     |
| 2.    | Spoje Bratislava     | 10     | 7  | 1 | 2 | 51:29       | 15     |
| 3.    | TJ Lokomotíva Košice | 10     | 5  | 2 | 3 | 39:41       | 12     |
| 4.    | AGB ekoservis Košice | 10     | 3  | 1 | 6 | 37:43       | 7      |
| 5.    | BKR Púchov           | 10     | 1  | 2 | 7 | 28:52       | 4      |
| 6.    | KBC Košice           | 10     | 0  | 2 | 8 | 37:43       | 2      |